# Theodor Henschel
Theodor Henschel (* 18. Februar 1904 in Gottesberg, Landkreis Waldenburg, Provinz Schlesien; † ?) war ein SS-Offizier und Fachführer ‚Siedlung‘ im Stabshauptamt des Reichskommissars für die Festigung deutschen Volkstums.

## Lebensweg
Theodor Henschels Familie war evangelisch, sein Vater war Rektor. Nach der Mittleren Reife besuchte Henschel die Oberschlesische Bergschule in Peiskretscham. Nach deren Abschluss arbeitete er, noch nicht volljährig, kurzzeitig als Bergmann. 
Im Jahr 1918 wurde Henschel Wandervogel. 1921 trat er, mit 17 Jahren, einem Freikorps im so genannten Selbstschutz Oberschlesien (SSOS) bei und beteiligte sich an Kampfhandlungen im dritten oberschlesischen Aufstand. Ebenfalls 1921 trat Henschel dem antidemokratischen und antisemitischen Deutschvölkischen Schutz- und Trutzbund bei.
In den Jahren von 1922 bis 1925 hielt Henschel sich in Ungarn, Bulgarien und der Türkei auf. Nach seiner Rückkehr wechselte er vom Bergbau in die Landwirtschaft und wurde Gutsbeamter und Zuchtring-Leiter. Im Jahr 1925 wurde Henschel Mitglied des völkischen Siedlungsbundes der Artamanen und arbeitete bis 1929 als Ausbilder in Umschulungslagern des Freiwilligen Arbeitsdienstes (FAD) auf dem Land. Von 1926 bis 1929 war er zugleich, jeweils im Wintersemester, Lehrer an der – von dem Mitbegründer der Artamanen-Bewegung Bruno Tanzmann geprägten – Rheinhessischen Bauernhochschule in Wendelsheim. Zum 1. Juli 1928 trat Henschel in die NSDAP (Mitgliedsnummer 91.630) und im selben Jahr in die SA ein, er wurde 1930 Kreispropagandaleiter der NSDAP. Im selben Jahr war Henschel als SA-Sportlehrer tätig. 1931 kam er aus politischen Gründen für drei Monate ins Gefängnis. Von 1929 bis 1933 war Henschel Assistent bei der Tierzuchtabteilung der Landwirtschaftskammer Hessen. Im September 1931 trat Henschel in die SS ein (SS-Mitgliedsnr. 26 696). Später wurde er Geschäftsführer der NS-Bauernschaft der Pfalz und Sachbearbeiter in der Hauptabteilung I im Reichsnährstand in Kaiserslautern.
Nach der nationalsozialistischen „Machtergreifung“, im Jahr 1934, wurde Henschel Referent für weltanschauliche Schulung in der Kreisbauernschaft Kaiserslautern und weltanschaulicher Schulungsleiter an der dortigen Kreisackerbauschule (Maxschule II). 1935 wurde er hauptamtlicher Führer im Rasse- und Siedlungs-Hauptamt (RuSHA) der SS. Er befasste sich im Selbststudium mit den „rassekundlichen“ Schriften Hans F. K. Günthers und Walther Darrés. Vom 11. bis 18. August 1934 nahm Henschel am Rassenamt-Schulungslager des SS-Oberabschnitts Südwest in Heidelberg teil, vom 29. Oktober bis zum 8. November 1934 an einem Schulungslager für Abschnitts- und Standarten-Schulungsleiter der Rassenamt-Schule in Berlin. Ebenfalls 1934 wurde Henschel Schulungsleiter des RuSHA bei der 10. SS-Standarte. Im April 1935 wurde er Untersturmführer im RuSHA, im Juli 1935 vom Standarten-Schulungsleiter der 10. SS-Standarte zum hauptamtlichen Schulungsleiter des SS-Abschnitts XXIX (Südwest) versetzt. 1935 und 1936 war Henschel Schulungsleiter dieses SS-Abschnitts XXIX. Er hielt zahlreiche Vorträge auf Lehrgängen für Schulungsleiter. Ab Juli 1935 war Henschel hauptamtlicher Schulungsleiter des RuSHA, ab 1936 Rassereferent im SS-Oberabschnitt Südost (Breslau) und Südwest (Stuttgart). Im April 1937 wurde er Rasse- und Siedlungs-Führer Südwest. Im Juni 1938 arbeitete der SS-Obersturmbannführer Henschel als hauptamtlicher Leiter im RuSHA, er war Hauptabteilungsleiter im Siedlungsamt und Chef der RuS-Verbindungsstelle Prag. Im Juni 1939 wurde Henschel zum SS-Standartenführer befördert.
Henschel war vom 24. August bis zum 26. November 1939, also um den Beginn des Zweiten Weltkrieges am 1. September 1939 herum, im Sicherheitspolizeieinsatz, also bei den Einsatzgruppen der Sicherheitspolizei und des SD. Anschließend leitete er das deutsche Bodenamt in Danzig. Im November 1941 kam Henschel in die Stabshauptabteilung des Reichskommissars für die Festigung des deutschen Volkstums (RKFDV), Heinrich Himmler. Von September 1942 bis April 1943 war er Fachführer ‚Siedlung‘ im Stabshauptamt des Reichskommissars für die Festigung des deutschen Volkstums. Henschel führte den „Sonderstab Henschel“, der mit Umsiedlungen in der Ukraine betraut war („Umvolkung“ im Rahmen des Generalplans Ost), weil er über einschlägige Erfahrungen bei Vertreibungen und Aussiedlungen aus seiner Zeit in Polen verfügte. Aufgabe des „Sonderstabes Henschel“ bzw. des „Ansiedlungsstabes Shitomir“ war die „Zusammensiedlung“ der geschätzt 43.000 „Volksdeutschen“ des Generalkommissariats Shitomir. In den Dörfern rund um Himmlers Feldhauptquartier „Hegewald“ südlich von Schytomyr, nahe Winnyzja am Südlichen Bug, sollte auf Himmlers Anordnung ab Herbst 1942 ein deutscher Siedlungsschwerpunkt entstehen. Angehörige des „Sonderstabes Henschel“ trieben etwa achtzehntausend Ukrainer zusammen, die in dem für die Umsiedlung vorgesehenen Gebiet lebten, pferchten sie in Güterwaggons und deportierten sie in Arbeitslager vor allem in Südrussland. In der Zwischenzeit wurden Trecks von Deutschstämmigen („Volksdeutschen“) mit insgesamt mehr als zehntausend Personen, von der deutschen Polizei eskortiert, zu Fuß und in Pferdewagen in ihre vorgesehene Kolonie gebracht. An den Rastplätzen entlang des Weges hatten SS- und Polizei-Kräfte die Dörfer von ihren ukrainischen Bewohnern geräumt und viele von ihnen in Durchgangslager gebracht, von wo aus sie als Zwangsarbeiter ins Deutsche Reich deportiert wurden. Zum Schutz vor zunehmenden Partisanenangriffen ordnete Theo Henschel Anfang 1943 die Anlage einer weiteren „volksdeutschen“ Siedlungskolonie namens Försterstadt (heute Tschernjachiw, nördlich von Schytomyr gelegen) an. 
Im April 1943 kam Henschel zur Waffen-SS und war bei der Leibstandarte SS Adolf Hitler im Fronteinsatz, wurde jedoch nach zwei Verwundungen im März 1944 zum RuSHA zurückversetzt, wo er für den Höheren SS- und Polizeiführer (HSSPF) Ost, Wilhelm Koppe, tätig war. Im Juni 1944 wurde Henschel SS-Oberführer. 
Sein weiterer Lebensweg ist nicht bekannt. Die Kriegsgräber-Datenbank des Volksbundes Deutsche Kriegsgräberfürsorge verzeichnet einen am 18. Februar 1904 geborenen Theodor Henschel, der seit dem 5. Mai 1944 vermisst ist.